# Yuka Takaoka
Yuka Takaoka (japonès: 高岡由佳)  (28 de gener de 1998) és una dona japonesa que va ser condemnada per intent d'assassinat per apunyalar el seu xicot a Shinjuku (Tòquio), el maig de 2019.
Takaoka va obtenir un seguiment a Internet a causa de les circumstàncies de l'atac i el seu aspecte físic, sent descrita pels mitjans de comunicació com una «yandere en la vida real», un terme de l'anime japonès utilitzat per descriure una noia que de sobte es torna agressiva, trastornada i homicida cap a un amant.
Takaoka va ser declarada culpable d'intent d'assassinat el desembre de 2019 i va ser condemnat a 3 anys i mig de presó.

## Antecedents
No se sap gaire sobre els primers anys de la vida de Yuka Takaoka, a més que va néixer filla única i, després d'abandonar la universitat per seguir una carrera a la indústria japonesa de bars i serveis, va obtenir una posició de direcció en un club d'hosteses a Shinjuku Ward, Tòquio. L'octubre de 2018, va conèixer el seu xicot Phoenix Luna, que treballava en el bar a la discoteca Fusion By Youth, situada al barri vermell de Kabukicho. Els informes originals van indicar que la parella es va traslladar junts a un apartament al cinquè pis de Plaire Deuzq East Shinjuku 2 el 20 de maig de 2019, però Luna ho va disputar més tard.

## Atac a Phoenix Luna
El 23 de maig de 2019, Takaoka estava mirant el mòbil de Luna mentre estava al bany després d'haver tornat a casa 3 hores tard per obligacions laborals, i es va trobar amb fotos de Luna servint altres dones a la discoteca, que suposadament ella va malinterpretar com a fotos de Luna intimant amb altres dones.
Aquella nit, Takaoka va esperar fins a les 3:50h aproximadament per assegurar-se que Luna estava completament adormit, va entrar a la cuina i va agafar el ganivet més esmolat que va poder trobar. Aleshores es va asseure a sobre de Luna i li va clavar el ganivet a l'abdomen tant com va poder. Luna va dir «t'estimo!» després de ser apunyalat, a la qual cosa Takaoka va reaccionar posant el ganivet al seu costat. Aleshores, Luna es va allunyar ràpidament de Takaoka i va córrer cap a l'ascensor abans de caure inconscient. Takaoka va dir que es va posar trista, i volia que Luna i ella morissin. Aleshores va portar Luna ensangrentat al vestíbul de la seva residència. En una fotografia, que es va viralitzar ràpidament a les xarxes socials, es mostra Takaoka asseguda al pis del vestíbul de la residència al costat del cos nu i inconscient de Luna i ignorant els agents que arriben al lloc dels fets, amb les cames tacades per la sang de Luna mentre fumava una cigarreta i trucava pel seu telèfon mòbil, segons els informes, afirmant que «no volia anar enlloc, així que em vaig asseure a l'escala exterior, (...) No vaig trucar als serveis d'emergència perquè tenia la intenció de morir després de veure'l morir per l'apunyalament». Takaoka va afirmar que, «Com que l'estimava tant, no vaig poder evitar-ho. Després de matar-lo, jo també volia morir». Segons s'informa, mentre estava detinguda dins d'un cotxe patrulla, Takaoka va fer un «somriure malvat» a una persona desconeguda.
Ella va ser arrestada i acusada d'homicidi en grau de temptativa. Luna va ser hospitalitzat en estat crític i va romandre en coma durant 5 dies, però va sobreviure a l'atac i es va recuperar completament.

## Conseqüències

### Atenció mediàtica i social
Després de l'atac, Takaoka va guanyar notorietat en les xarxes socials a causa de la seva aparença atractiva entre el públic en línia i les similituds amb una yandere, un terme utilitzat a l'anime japonès per descriure una noia psicòtica obsessionada amb un amant i sovint homicida després d'una traïció percebuda. Els usuaris d'Instagram van descriure Takaoka com una «criminal massa bonica». Els usuaris de les xarxes socials van crear fotografies i vídeos fets per fans, a més de pintures i dibuixos dedicats a ella en el que es va descriure als mitjans de comunicació com una curiositat mòrbida pel crim.
Kenji Nakano de Tokyo Reporter i Marnie O'Neill de News.com.au van escriure que el conjunt de fans de Takaoka és un exemple d'un fenomen en línia més ampli i preocupant cap a criminals atractius, gairebé semblant al culte a les celebritats.

### Procediments legals
Takaoka va ser jutjada per l'intent d'assassinat de Luna el desembre de 2019. Va ser declarada culpable el 3 de desembre de 2019, amb Takaoka plorant mentre es va llegir el veredicte. La fiscalia va demanar una pena de presó de 5 anys. El 5 de desembre de 2019, va ser condemnada a 3 anys i mig de presó, i el jutge va qualificar el crim de Takaoka «d'egoista» i que tenia una «forta intenció de matar». Luna va declarar que no guardava rancúnia contra Takaoka, afirmant: «Si és possible, vull que la gent pugui portar una vida normal en lloc de pagar pels seus pecats». Abans del judici, Luna havia resolt una demanda extrajudicial contra Takaoka per 5.000.000 ¥ (39.270 €).